# 柳女

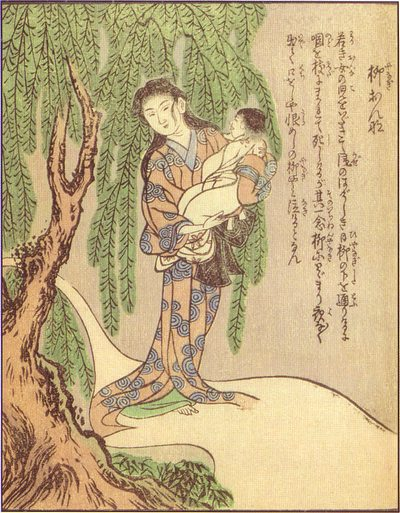
竹原春泉斎『絵本百物語』より「柳女」

柳女（やなぎおんな）は、江戸時代の奇談集『絵本百物語』にあるヤナギの怪異。
画図ではヤナギの木の下に、子供を抱いた女の姿が描かれている。解説文によれば風の激しい日に、子供を抱いた女がヤナギの木の下を通ったところ、女の首にヤナギの枝が巻きついて死んでしまい、その女の一念がヤナギの木に留まり、夜な夜な現れ「口おしや、恨めしの柳や」と泣くという。
『絵本百物語』以外にも、ヤナギと女にまつわる話として、宝暦時代の『祇園女御九重錦』や文政時代の『三十三間堂棟木由来』などの浄瑠璃に、ヤナギの精が人間の女性に化けて人と契る話があり、民間信仰にもヤナギにまつわる俗信は多い。『絵本百物語』本文においては、ヤナギが女に例えられることや、ヤナギが女に化ける話は、宋の士捷（ししょう）という者がヤナギに食われて死んだことが由来とされており、勇猛なイメージを持つマツに対して、ヤナギは優しい姿のために女の姿をとるのだという。
また、ヤナギそのものが霊の宿る木と考えられ、ヤナギの枝が風になびく様子が幽霊の手の動作と同じように見え、風に揺れるヤナギの古木の枝に頬を撫でられたり傘を取られたりすることがヤナギの精の仕業と恐れられたことを「柳女」の由来とする説もあり、同様にヤナギのイメージから生まれたと考えられている『絵本百物語』の妖怪に「柳婆」がある。また怪談や民間伝承において「柳女」と同じく死んだ女の霊が子供を抱いて現れる妖怪に「産女」がある。

## 柳女にちなんだ作品
小説
- 京極夏彦『柳女』（巷説百物語に収録）